# Apotekarbron
Apotekarbron är en bro i centrala Västerås nära Bondtorget och Stora torget. Den löper från Kungsgatan över Svartån.  
Medeltida kungar på eriksgata färdades ungefär här, vadstället kan eventuellt ha legat 50 meter norrut. Under medeltiden kallades bron Torgbron.
På bron förekommer numera så kallade kärlekslås, där förälskade par låser fast ett hänglås och kastar nyckeln i ån i hopp om att deras kärlek ska bestå.